# Stoicizam
Stoicizam (ili stoa) jeste pravac antičke filozofije popularan od 4. do 2. veka p. n. e., posebno među obrazovanom elitom antičke Grčke i Rimskog carstva. Stoicizam je izveden iz kinizma i deli se na staru, srednju i novu stoičku školu. Osnivač ovog pravca je grčki filozof Zenon (333—264. p. n. e.), iz današnje Larnake. Ostali predstavnici su: Hrizip, Seneka, Epiktet i car Marko Aurelije.
Stoici su se organizovali u Atini oko 310. p. n. e. i objasnili kako je svet satkan u skladu sa zakonima logike, fizike i etike. Tvrdili su da svetom vlada logos (svetski um, sudbina) i zbog toga je sve određeno. Centralni problem kojim se bave je etika, koji je i najpoznatiji u moderno vreme. Osnovni moto stoika je „život u skladu s prirodom“. Mudar čovek živi u skladu s prirodom i sopstvenim razumom, jer tako postiže mir duše. Najznačajnije vrline su razumnost, pravednost i umerenost. Smatrali su da čovek treba da se suprotstavlja impulsima koje stvaraju ljubav, strast, mržnja, strah, bol itd. Druga poznata stoička izreka je „blažen je onaj koji je zadovoljan onim što ima“. Stoicizam je promovisan kao način života koji se ne dokazuje rečima, već delima. Stoičku školu zabranio je 529. godine vladar Justinijan I obrazloženjem da potiče iz paganizma i da nije u skladu sa hrišćanstvom.
Stoici su posebno poznati po učenju da je „vrlina jedino dobro“ za ljudska bića, a da te spoljašnje stvari — kao što su zdravlje, bogatstvo i zadovoljstvo — nisu dobre ili loše same po sebi (adijafora), već imaju vrednost kao „materijalna da bi vrlina delovala“. Pored aristotelovske etike, stoička tradicija čini jedan od glavnih temeljnih pristupa etici vrline. Stoici su takođe smatrali da su određene destruktivne emocije rezultat grešaka u rasuđivanju, i verovali su da ljudi treba da imaju za cilj da održe volju koja je „u skladu sa prirodom“. Zbog ovoga, stoici su smatrali da najbolji pokazatelj filozofije pojedinca nije ono što je osoba rekla, već kako se osoba ponašala. Da bi živela dobrim životom, osoba mora da razume pravila prirodnog poretka, jer je prema njihovom shvatanju sve ukorenjeno u prirodi.
Mnogi stoici — kao što su Seneka i Epiktet — naglašavali su da bi mudrac bio emocionalno otporan na nesreću, pošto je „vrlina dovoljna za sreću“. Ovo verovanje je slično značenju izraza „stoički mir“, iako ta fraza ne uključuje tradicionalne stoičke stavove da se samo mudrac može smatrati istinski slobodnim i da su sve moralne iskvarenosti podjednako opake. Stoicizam je cvetao širom rimskog i grčkog sveta sve do 3. veka nove ere, a među njegovim pristalicama bio je i car Marko Aurelije. Doživeo je pad nakon što je hrišćanstvo postalo državna religija u 4. veku nove ere. Od tada je doživeo preporod, posebno u renesansi (neostoicizam) i u savremenoj eri (moderni stoicizam).

## Ime

### Poreklo
Stoicizam je prvobitno bio poznat kao „zenonizam”", po osnivaču Zenonu iz Kitiuma. Međutim, ovo ime je ubrzo odbačeno, verovatno zato što stoici nisu smatrali svoje osnivače savršeno mudrim, i da bi izbegli rizik da filozofija postane kult ličnosti.
Naziv „stoicizam“ potiče od Stoa Poikile (starogrčki: ἡ ποικίλη στοά), ili „oslikanog trema“, kolonade ukrašene mitskim i istorijskim scenama bitaka, na severnoj strani Agore u Atini, gde su se Zenon i njegovi sledbenici okupili da razgovaraju o svojim idejama.

### Moderna upotreba
Reč „stoik“ se obično odnosi na nekoga ko je ravnodušan prema bolu, zadovoljstvu, tuzi ili radosti. Savremena upotreba kao „osoba koja potiskuje osećanja ili strpljivo podnosi“ prvi put je navedena 1579. kao imenica, a 1596. kao pridev. Za razliku od termina „epikurejac“, navodi Stanfordska enciklopedija filozofije u zapisu o stoicizmu, „značaj engleskog prideva 'stoički' nije u potpunosti pogrešan u pogledu njegovog filozofskog porekla“.

## Osnovna načela
Filozofija ne obećava da će obezbediti bilo šta spoljašnje za čoveka, inače bi priznala nešto što je izvan njenog pravog predmeta. Jer kao što je materijal za drvodelje drvo, a materijal za statue bronze, tako je predmet umetnosti življenja život svake osobe.— Epiktet, Diskursi 1.15.2, Robin Hard revidirani prevod
Stoici su dali jedinstveni prikaz sveta, izgrađen od ideala logike, monističke fizike i naturalističke etike. Od njih, oni su isticali etiku kao glavni fokus ljudskog znanja, iako su njihove logičke teorije bile od većeg interesa za kasnije filozofe.
Stoicizam uči razvijanju samokontrole i hrabrosti kao sredstva za prevazilaženje destruktivnih emocija; filozofija smatra da postajući jasan i nepristrasan mislilac omogućava osobi da se razume univerzalni razlog (logos). Primarni aspekt stoicizma uključuje poboljšanje etičkog i moralnog blagostanja pojedinca: „Vrlina se sastoji u volji koja je u saglasnosti sa prirodom.“ Ovaj princip se takođe primenjuje na oblast međuljudskih odnosa; „da bude oslobođen gneva, zavisti i ljubomore“, i da prihvati čak i robove kao „ravne drugim ljudima, jer su svi ljudi podjednako proizvodi prirode“.
Stoička etika zastupa determinističku perspektivu. U pogledu onih kojima nedostaje stoička vrlina. Kleant je jednom izneo mišljenje da je zao čovek „kao pas vezan za kola i primoran da ide kuda god ona idu“. Stoik vrline, nasuprot tome, izmenio bi svoju volju kako bi odgovarao svetu i ostao, po rečima Epikteta, „bolestan, a opet srećan, u opasnosti, a opet srećan, umirući i opet srećan, u izgnanstvu i srećan, u sramoti i srećan“, čime se postavlja „potpuno autonomna“ individualna volja, a istovremeno i univerzum koji je „rigidno deterministička jedinstvena celina“. Ovo gledište je kasnije opisano kao „klasični panteizam“ (a usvojio ga je holandski filozof Baruh Spinoza).

## Istorija
Počevši oko 301. p. n. e., Zenon je predavao filozofiju u Stoa Poikile („Oslikani trem“), po čemu je njegova filozofija i dobila ime. Za razliku od drugih filozofskih škola, kao što su epikurejci, Zenon je izabrao da svoju filozofiju predaje u javnom prostoru, koji je bio kolonada koja je gledala na centralno okupljalište Atine, Agoru.
Od prve dve faze stoicizma nisu sačuvana potpuna dela. Sačuvani su samo rimski tekstovi iz kasne Stoe.
Stoicizam je postao najpopularnija filozofija među obrazovanom elitom u helenističkom svetu i Rimskom carstvu, do tačke u kojoj su, po rečima Gilberta Mareja, „skoro svi naslednici Aleksandra [...] sebe proglasili stoicima“.

## Literatura
- A. A. Long and D. N. Sedley, The Hellenistic Philosophers Cambridge: Cambridge University Press, 1987.
- Inwood, Brad & Gerson Lloyd P. (eds.) The Stoics Reader: Selected Writings and Testimonia Indianapolis: Hackett 2008.
- Long, George Enchiridion by Epictetus, Prometheus Books, Reprint Edition, January 1955.
- Gill C (1995). Epictetus, The Discourses., Everyman
- Irvine, William (2008). A Guide to the Good Life: The Ancient Art of Stoic Joy. Oxford: Oxford University Press. ISBN 978-0-19-537461-2. Непознати параметар |DUPLICATE_year= игнорисан (помоћ).
- Hadas, Moses, ур. (1961). Essential Works of Stoicism. Bantam Books..
- Harvard University Press. Epictetus Discourses Books 1 and 2.. Loeb Classical Library Nr. 131, June 1925.
- Harvard University Press. Epictetus Discourses Books 3 and 4.. Loeb Classical Library Nr. 218, June 1928.
- Long, George, (2004). Discourses of Epictetus., Kessinger Publishing, January
- Lucius Annaeus Seneca the Younger (transl. Robin Campbell) (2004) [1969]. Letters from a Stoic: Epistulae Morales Ad Lucilium. ISBN 0-14-044210-3..
- Marcus Aurelius. Meditations. ISBN 0-14-044140-9.. translated by Maxwell Staniforth; , or translated by Gregory Hays;  0-679-64260-9. Also Available on wikisource translated by various translators
- Oates, Whitney Jennings,. The Stoic and Epicurean Philosophers, The Complete Extant Writings of Epicurus, Epictetus, Lucretius and Marcus Aurelius., Random House, 9th printing 1940.[недостаје ISBN]
- Bakalis, Nikolaos. Handbook of Greek Philosophy: From Thales to the Stoics. Analysis and Fragments. ISBN 1-4120-4843-5.. Trafford Publishing, 2005,
- Becker, Lawrence C. (1998). A New Stoicism. Princeton: Princeton University Press. ISBN 0-691-01660-7..
- Brennan, Tad, (2005). The Stoic Life. (Oxford: Oxford University Press, 2005; paperback 2006)
- Brooke, Christopher (2012). Philosophic Pride: Stoicism and Political Thought from Lipsius to Rousseau. Princeton UP.. excerpts
- Hall, Ron, Hall, Ron (јануар 2021). Secundum Naturam (According to Nature).. Stoic Therapy, LLC, 2021.
- Inwood, Brad (ed.), The Cambridge Companion to The Stoics (Cambridge: Cambridge University Press, 2003)
- Lachs, John (2012). Stoic Pragmatism. Indiana University Press. ISBN 978-0-253-22376-0.
- Long, A. A. Stoic Studies. Cambridge University Press.. (1996; repr. University of California Press, 2001)  0-520-22974-6
- Robertson, Donald (2010). The Philosophy of Cognitive-Behavioral Therapy: Stoicism as Rational and Cognitive Psychotherapy. London: Karnac. ISBN 978-1-85575-756-1..
- Robertson, Donald, How to Think Like a Roman Emperor: The Stoic Philosophy of Marcus Aurelius.. 'New York: St. Martin's Press, 2019.
- Sellars, John (2006). Stoicism. Berkeley: University of California Press. ISBN 1-84465-053-7..
- Stephens, William O. (2007). Stoic Ethics: Epictetus and Happiness as Freedom. London: Continuum. ISBN 978-0-8264-9608-9..
- Strange, Steven, ур. (2004). Stoicism: Traditions and Transformations. Cambridge: Cambridge University Press. ISBN 0-521-82709-4..
- Zeller, Eduard; Reichel, Oswald J., The Stoics, Epicureans and Sceptics, Longmans, Green, and Co., 1892

## Spoljašnje veze
- Baltzly, Dirk. „Stoicism”.  Ур.: Zalta, Edward N. Stanford Encyclopedia of Philosophy.
- „Stoicism”. Internet Encyclopedia of Philosophy.
- „Stoic Ethics”. Internet Encyclopedia of Philosophy.
- „Stoic Philosophy of Mind”. Internet Encyclopedia of Philosophy.
- Hicks, Robert Drew (1911). „Stoics”.  (на језику: енглески) (11 изд.).
- The Stoic Therapy eLibrary Архивирано на веб-сајту  (28. фебруар 2021)
- The Stoic Library
- Stoic Logic: The Dialectic from Zeno to Chrysippus
- Annotated Bibliography on Ancient Stoic Dialectic
- „A bibliography on Stoicism by the Stoic Foundation”. Архивирано из оригинала 23. 9. 2012. г. Приступљено 14. 9. 2012.
- BBC Radio 4's In Our Time programme on Stoicism (requires Flash)
- An introduction to Stoic Philosophy Архивирано на веб-сајту  (13. март 2012)
- The Stoic Registry (formerly New Stoa) :Online Stoic Community
- Modern Stoicism (Stoic Week and Stoicon)
- The Four Stoic Virtues